# Eagle Lake (Minnesota)
Pour les articles homonymes, voir Eagle Lake.
Eagle Lake est une ville américaine située dans le Comté de Blue Earth, dans le Minnesota. Selon le recensement de 2020, sa population est de 3 278 habitants.